# K-pop Selection
《K-pop Selection》(케이팝 셀렉션)은 대한민국의 가수 보아가 일본에서 발매한 한국의 음반 컴플레이션 앨범이다.

## 설명
- 2004년 2월까지 보아가 한국에서 발매한 음반의 타이틀 곡, 후속곡, 그리고 보아가 선택한 곡을 모아서 컴플레이션 형식으로 발매하였다.
- CD+DVD반은 〈PERFECT EDITION〉으로 명명하여, DVD도 수록 하였다.

## 수록곡
1. No.1 한국어
2. Milky Way 한국어
3. Listen to My Heart 한국어
4. Time to Begin
5. ID; Peace B 한국어
6. My Sweetie
7. Day
8. Don't Start Now 한국어
9. Atlantis Princess
10. Realize (Stay with Me) 한국어
11. Sara
12. Where Are You
13. Come to Me
14. Waiting..
15. The Lights of Seoul
16. Amazing Kiss 한국어
17. Jewel Song 한국어

### DVD
1. No.1
2. Atlantis Princess
3. Milky Way